# Ju 390 (航空機)
ユンカース Ju 390
プロペラを取り外されて飛行場に遺棄されたJu 390
- 用途：爆撃機、洋上哨戒機、輸送機
- 製造者：ユンカース
- 運用者：ドイツ空軍
- 初飛行：1943年10月20日
- 生産数：2機
- 運用開始：1943年
- 退役：1945年

ユンカース Ju 390は、Ju 290から派生したモデルで大型輸送機、洋上哨戒機、長距離爆撃機として使用されることを意図した航空機である。本機はお流れになったアメリカ爆撃機計画(Amerika Bomber project）に（メッサーシュミットMe 264やフォッケウルフ Ta 400と共に）提案された中の1機であった。

## 設計と開発

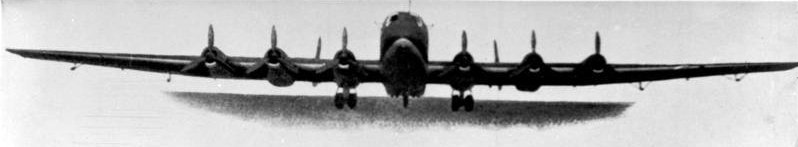

2機の試作機が基礎となったユンカース Ju 90とJu 290の主翼に内翼を挿入し、胴体を延長して製造された。
最初の試作機V1号機（登録記号 GH+UK）は、Ju 90 V6号機（製造番号J4918、1940年7月から1941年4月まで民間登録番号D-AOKD、その後1941年4月から1942年4月までKH+XCとしてドイツ空軍で使用された後にユンカース工場に戻されJu 390 V1に改造）を改造して製造された。V1号機は1943年10月20日に初飛行を行い良好な性能を示したためJu 390 A-1という名称で26機が発注されたが、1944年中頃にプロジェクトがキャンセルされた（Ju 290の生産に伴って）ために実際にはこれらの機体は製造されなかった。
試作2号機のV2号機（RC+DA）は、Ju 290の機体（製造番号J900155のJu 290 A1）から改造されたためにV1号機よりも全長が長かった。
洋上哨戒機型と長距離爆撃機型がそれぞれJu 390 BとJu 390 Cと命名された。爆撃機型は自衛用にMe 328 パラサイト・ファイターを携行することが提案され、フリッツX対艦誘導滑空爆弾を搭載したJu 390の試作機がテスト飛行を実施したと信じられている。

## 運用の歴史

### V1
V1号機はドイツのデッサウにあるユンカース工場で製造と大方の組み立てが行われ、1943年10月20日に初飛行を行った。この機の性能に満足したドイツ航空省は2機の試作機に続き26機を発注したが、1944年6月に26機のJu 390の契約がキャンセルされその年の9月には全ての作業が止められた。
1943年11月26日にJu 390 V1号機は他の多数の新しい航空機や試作機と共に東プロイセンのインステルブルクでアドルフ・ヒトラーに披露された。
ユンカース社の元テストパイロットのハンス=ヨアヒム・パンヘルツ（Hans-Joachim Pancherz）の飛行記録によると、Ju 390 V1号機はインステルブルクで披露された後すぐにプラハに運ばれ1944年3月までそこで空中給油のテストを含む多数のテスト飛行を実施した。
1944年11月にJu 390 V1号機はデッサウに戻り、部品を外されて最終的には1945年4月の遅くにアメリカ軍の侵攻に伴い破壊された。

### V2
Ju 390 V2号機はベルンブルク（Bernburg）で組み立てられ1943年10月に初飛行を行った。この機体は洋上哨戒機型仕様であったと言われている。胴体は8.2 feet (2.5 m)延長されFuG 200 ホーヘントヴァイル（Hohentwiel）空対艦（ASV、Air to Surface Vessel）レーダーと5門の防御用の20mmMG 151/20 機関砲を装備していた。ウィリアム・グリーン（Green, William）は自著の中で4門の20mmMG 151/20 機関砲と3門のMG 131 機関銃という異なる防御用の武装を記している。
テストパイロットのアイゼルマン（Eisermann）中尉は1944年の2月には試作V2号機（RC+DA）を飛行させたと飛行記録に記載している。しかしケスラー（Kössler）とオット（Ott）はJu 390 V2号機がようやく完成したのは1944年の6月で、テスト飛行が始まったのは1944年9月の下旬であったと述べている。
1944年初めにドイツからケープタウンまでのテスト飛行を行ったJu 390はV2号機であるとかないとか言われている。この話の唯一の情報源は1969年のデイリーテレグラフ紙に掲載された「ヒトラーのニューヨーク爆撃計画」という憶測記事である。この記事によればハンス・パンヘルツが問題の飛行を実施したと言ったとされている。執筆者のジェームズ・ダフィー（James P. Duffy）はこの発言に対して広範囲な取材をおこなったが成果はなかった。ケスラーとオットは彼ら自身がパンヘルツにインタビューしたにもかかわらず、両人ともこのことについては何も言及してはいない。

### ニューヨークへの飛行
Ju 390の北米への飛行が最初に公に言及されたのは1955年11月11日発行のイギリスの雑誌「イギリス空軍フライング・レビュー誌（RAF Flying Review）」の中で、編集員の1人が航空記者のウィリアム・グリーンであった。雑誌の編集員達は2機のJu 390が飛行したという話には懐疑的であったが、1956年3月に彼らはこのことを明確に記述した読者からの手紙を掲載した。この手紙には1機が飛行し、ニューヨークの直ぐ北のアメリカ東海岸まで12マイル（19 km）の地点に到達したと書かれていた。
グリーンによると、1944年6月に連合国軍の情報機関が捕虜を尋問して1機のJu 390が1944年1月にボルドー近郊のモン＝ド＝マルサン駐留のFAGr 5（第5長距離偵察飛行隊）に配備され、 アメリカ合衆国沿岸12マイル (19 km)以内、ニューヨークの北までの32時間に渡る偵察飛行を実施したことを訊き出した。しかし、これは戦後すぐにイギリス当局により否定された。航空史家のケネス・ウェレル博士（Dr. Kenneth P. Werrell）は、この話が1944年8月の捕虜の尋問の1部と表題を「航空機エンジンと航空機器に関する一般報告書」という2つのイギリス諜報機関の報告書が元になっていると述べた。後者にはJu 390がロングアイランドの海岸の写真を撮影したと記されているが、その写真は1枚も発見されていない。
当該飛行については、イギリス空軍フライング・レビュー誌以降ウィリアム・グリーン自身の尊敬に値する著書「Warplanes of the Second World War (1968)」や「Warplanes of the Third Reich (1970)」を含める多数の書籍で言及されるが、どれも信頼性のある情報元からの引用ではないし、グリーンの著書を情報元としている著作者さえもいた。グリーン自身は、ずっと後年になってケネス・ウェレル博士にその飛行についてそんなに信憑性を感じていないと語った。
ウェレル博士は後年Ju 390の航続距離に関して可能性のあるデータを検証してみてこう結論付けた。フランスからニューファウンドランド島のセントジョンズまでの大円周回飛行は可能だが、セントジョンズからロングアイランドまでの更なる2,380 マイル (3,830 km)の周回飛行は「ほぼあり得ない」だろうと。
カール・ケスラー（Karl Kössler）とギュンター・オット（Günter Ott）も、彼らの著書「Die großen Dessauer: Junkers Ju 89, 90, 290, 390. Die Geschichte einer Flugzeugfamilie」の中でこの飛行について検証し、ロングアイランドへの飛行の謎を完全に明らかにした。最も重要なことは当該飛行が実施されたと思われる日時にフランスの近郊の何所にもそれに供されたと思われる場所が無いことである。ハンス・パンヘルツの飛行記録によると、Ju 390 V1号機は1943年11月26日にプラハに移送された。そこで一連のテスト飛行をこなし、それは1944年3月まで続いた。2番目に重要なのは、ケスラーとオットはJu 390 V1試作機が改造により構造上の強度に問題を抱えており、そのような飛行に必要な燃料を搭載して離陸する能力はありそうにないと指摘したことだった。当該飛行に必要な離陸重量は72トンであるが、V1号機の評価試験中の最大離陸重量は38トンでしかなかった。ケスラーとオットによると、Ju 390 V2号機はアメリカへの飛行はできなかった。その理由としてV2号機は1944年の9月／10月にはまだ実働状態になっていなかったことを示した。しかしながら1944年には洋上で長距離飛行任務に当たるJu 290を支援する為の空中給油機としてのJu390の運用実験が計画されており、1943年末の段階でドイツ空軍の空中給油システムが完成の域に達していた場合には、当然の事ながらJu390がプラハを発進した上でのニューヨーク到達が可能となる。

### 日本への輸出
Ju 390の爆撃／偵察機モデルが設計されると、この超長距離航空機に日本陸軍航空隊が非常に興味を示した。1944年の秋に日本政府はユンカース Ju 390A-1の製造権を購入し、ライセンス生産の合意の下に1945年2月28日までに帝国陸軍の現地代表の大谷修少将（陸軍兵器本廠ドイツ駐在官）に詳細な製造図面が引き渡される予定であった。しかしながら契約のこの部分が履行されたかどうかの記録は残っていない。

## 派生型
- Ju 390 V1：試作初号機
- Ju 390 V2：試作2号機
- Ju 390 A-1：大型輸送機用の計画機
- Ju 390 B：洋上哨戒機用の計画機
- Ju 390 C：長距離爆撃機用の計画機

## 運用
ドイツ国
- ドイツ空軍
  - 第5長距離偵察飛行隊[要出典]

## 要目
(Ju 390 V1)
- 乗員：10名
- 全長：34.20 m (112 ft 2 in)
- 全幅：50.30 m (165 ft 1 in)
- 全高：6.89 m (22 ft 7 in)
- 翼面積：254 m2(2,730 ft2)
- 翼面荷重：209 kg/m2 (42.8 lb/ft2)
- 空虚重量：39,500 kg (87,100 lb)
- 全備重量：53,112 kg (117,092 lb)
- 最大離陸重量：75,500 kg (166,400 lb)
- 重量比馬力：0.17 kW/kg (0.10 hp/lb)
- 最高速度：505 km/h (314 mph)
- 巡航高度：6,000 m (19,700 ft)
- 航続距離：9,700 km (6,030 mi)
- エンジン：6 x BMW 801 D 星型エンジン, 1,272 kW (1,730 hp)

- 武装：
  - 機関砲: 2 x MG 151/20 機関砲（背面銃座）
  - 機関砲: 1 x MG 151/20 機関砲 (尾部銃座）
  - 機関銃: 2 x MG 131 機関銃 （側面銃座）
  - 機関銃: 2 x MG 131 機関銃 （ゴンドラ）

### 書籍
- Duffy, James P. (2004). Target America: Hitler's Plan to Attack the United States. Greenwood Publishing Group. p. 114. ISBN 0275966844
- Green, William. Warplanes of the Third Reich. London: Macdonald and Jane's Publishers Ltd., 1970. ISBN 0-356-02382-6.
- Nowarra, Heinz J. Junkers Ju 290, Ju 390 etc.. Atglen, PA: Schiffer Military History, 1997. ISBN 0-7643-0297-3.
- Speer, Albert. Inside the Third Reich